# 1998 KQ47
1998 KQ47 är en asteroid i huvudbältet som upptäcktes den 22 maj 1998 av LINEAR i Socorro County, New Mexico.
Asteroiden har en diameter på ungefär 10 kilometer.